# Alt om København
Alt om København (AoK) var en elektronisk byguide, der udgav mad-, musik- og kunstanmeldelser og dækkede shopping og byliv i København. Sitet blev grundlagt 18. november 1998 af mediekoncernen Schibsted og var dermed en tidlig danske byguide på nettet. Det Berlingske Officin købte sig hurtigt ind i ejerkredsen og endte i slutningen af 2004 med at købe hele selskabet. AoK var desuden en sektion i fredagsudgaven af Berlingske Tidende. Den 1. november 2018 blev sitet lagt ind under Berlingske.dk - men fortsatte dog som AOK.